# Mike Fisher
Mike Andrew Fisher (* 5. června 1980, Peterborough, Kanada) je bývalý kanadský profesionální hokejista, který odehrál v severoamerické NHL přes 1 100 utkání za kluby Nashville Predators a Ottawa Senators. V roce 2006 byl navržen na Frank J. Selke Trophy.

## Hráčská kariéra
Před nástupem do NHL hrál za Sudbury Wolves, juniorský hokejový tým, odkud byl v roce 1998 draftován klubem Ottawa Senators jako 44. Ve své úvodní sezóně, 1999–2000, získal 9 bodů. V roce 2003 podstoupil operaci pravého loktu, který mu delší dobu způsoboval problémy a znemožňoval účast při zápasech. Během stávky v NHL hrál ve švýcarské hokejové lize za tým EV Zug. Za sezónu 2005–2006 byl navržen na Frank J. Selke Trophy jako nejlépe bránící útočník. Tu nakonec získal Rod Brind'Amour. Následující rok utrpěl při zápase s New York Islanders zranění levého kolena, což jej na delší dobu vyřadilo ze hry. Naneštěstí pro tým byl ve stejnou dobu zraněný i další útočník Jason Spezza. V sezóně 2007–2008 podepsal Fisher s Ottawa Senators pětiletou smlouvu na 21 milionů dolarů, zůstat by tedy měl až do roku 2013. Ve stejné sezóně si opět zranil levé koleno a nezúčastnil se play-off.
Mike Fisher byl označován za jednoho z klíčových hráčů Ottawa Senators, projevuje se aktivním stylem hry, střílí z každé pozice a tlačí se k brance. 10. února 2011 byl vyměněn za dva výběry v draftech do Nashvillu Predators.

## Osobní život
Fisher se narodil a vyrůstal v Peterboroughu, Ontario, Kanada. Jeho rodiči jsou Jim a Karen Fisherovi a jeho bratr Bud Fisher je hokejovým brankářem Quinnipiac University. Celá rodina se hlásí ke křesťanství. Ve škole ho nejvíce bavila matematika, nejméně pak angličtina. Jeho přezdívka je Fish, fanoušci si říkají Fish-heads (rybí hlavy). Jeho nejmíň oblíbeným jídlem jsou játra na cibulce.
Mimo sezónu NHL, věnuje se Fisher výuce na hokejových kempech pro mládež a navštěvuje dlouhodobě nemocné děti. Mimo to loví jeleny lukem nebo rybaří se svým bratrem a otcem.
V roce 2008 se seznámil s country zpěvačkou a vítězkou čtvrté řady American Idol Carrie Underwood se kterou se oženil v roce 2010 a o 5 let později se jim narodil syn Isaiah Michael Fisher.

## Ocenění a úspěchy
- 2002 NHL – YoungStars Roster
- 2012 NHL – Foundation Player Award

## Prvenství
- Debut v NHL – 2. října 1999 (Philadelphia Flyers proti Ottawa Senators)
- První asistence v NHL – 21. října 1999 (Ottawa Senators proti Colorado Avalanche)
- První gól v NHL – 31. října 1999 (Atlanta Thrashers proti Ottawa Senators, americkému brankáři Damian Rhodes)
- První hattrick v NHL – 29. prosince 2007 (Ottawa Senators proti Washington Capitals)

## Klubové statistiky
| Sezóna       | Klub                | Soutěž       |       | Základní část | Základní část | Základní část | Základní část | Základní část |    | Play off | Play off | Play off | Play off | Play off |
| Sezóna       | Klub                | Soutěž       | Z     | G             | A             | B             | TM            | Z             | G  | A        | B        | TM       |          |          |
| 1996–97      | Peterborough Bees   | OJHL         | 51    | 26            | 30            | 56            | 56            | —             | —  | —        | —        | —        |          |          |
| 1997–98      | Sudbury Wolves      | OHL          | 66    | 24            | 24            | 49            | 64            | 9             | 2  | 2        | 4        | 13       |          |          |
| 1998–99      | Sudbury Wolves      | OHL          | 66    | 41            | 65            | 106           | 55            | 4             | 2  | 1        | 3        | 4        |          |          |
| 1999–00      | Ottawa Senators     | NHL          | 32    | 4             | 5             | 9             | 15            | —             | —  | —        | —        | —        |          |          |
| 2000–01      | Ottawa Senators     | NHL          | 60    | 7             | 12            | 19            | 46            | 4             | 0  | 1        | 1        | 4        |          |          |
| 2001–02      | Ottawa Senators     | NHL          | 58    | 15            | 9             | 24            | 55            | 10            | 2  | 1        | 3        | 0        |          |          |
| 2002–03      | Ottawa Senators     | NHL          | 74    | 18            | 20            | 38            | 54            | 18            | 2  | 2        | 4        | 16       |          |          |
| 2003–04      | Ottawa Senators     | NHL          | 24    | 4             | 6             | 10            | 39            | 7             | 1  | 0        | 1        | 4        |          |          |
| 2004–05      | EV Zug              | NLA          | 21    | 9             | 18            | 27            | 39            | 9             | 2  | 3        | 5        | 20       |          |          |
| 2005–06      | Ottawa Senators     | NHL          | 68    | 22            | 22            | 44            | 64            | 10            | 2  | 2        | 4        | 12       |          |          |
| 2006–07      | Ottawa Senators     | NHL          | 68    | 22            | 26            | 48            | 41            | 20            | 5  | 5        | 10       | 24       |          |          |
| 2007–08      | Ottawa Senators     | NHL          | 79    | 23            | 24            | 47            | 82            | —             | —  | —        | —        | —        |          |          |
| 2008–09      | Ottawa Senators     | NHL          | 78    | 13            | 19            | 32            | 66            | —             | —  | —        | —        | —        |          |          |
| 2009–10      | Ottawa Senators     | NHL          | 79    | 25            | 28            | 53            | 59            | 6             | 2  | 3        | 5        | 6        |          |          |
| 2010–11      | Ottawa Senators     | NHL          | 55    | 14            | 10            | 24            | 33            | —             | —  | —        | —        | —        |          |          |
| 2010–11      | Nashville Predators | NHL          | 27    | 5             | 7             | 12            | 10            | 12            | 3  | 4        | 7        | 11       |          |          |
| 2011–12      | Nashville Predators | NHL          | 72    | 24            | 27            | 51            | 33            | 10            | 1  | 3        | 4        | 8        |          |          |
| 2012–13      | Nashville Predators | NHL          | 38    | 10            | 11            | 21            | 27            | —             | —  | —        | —        | —        |          |          |
| 2013–14      | Nashville Predators | NHL          | 75    | 20            | 29            | 49            | 60            | —             | —  | —        | —        | —        |          |          |
| 2014–15      | Nashville Predators | NHL          | 59    | 19            | 20            | 39            | 39            | 3             | 0  | 1        | 1        | 0        |          |          |
| 2015–16      | Nashville Predators | NHL          | 70    | 13            | 10            | 23            | 29            | 14            | 5  | 2        | 7        | 2        |          |          |
| 2016–17      | Nashville Predators | NHL          | 72    | 18            | 24            | 42            | 55            | 20            | 0  | 4        | 4        | 2        |          |          |
| 2017–18      | Nashville Predators | NHL          | 16    | 2             | 2             | 4             | 8             | 12            | 1  | 0        | 1        | 2        |          |          |
| Celkem v NHL | Celkem v NHL        | Celkem v NHL | 1,104 | 278           | 311           | 589           | 815           | 146           | 24 | 28       | 52       | 91       |          |          |

## Reprezentace
| Rok                       | Tým                       | Soutěž                    | Z  | G | A | B | TM |
| ------------------------- | ------------------------- | ------------------------- | -- | - | - | - | -- |
| 2005                      | Kanada                    | MS                        | 9  | 0 | 1 | 1 | 4  |
| 2009                      | Kanada                    | MS                        | 9  | 2 | 3 | 5 | 14 |
| Seniorská kariéra celkově | Seniorská kariéra celkově | Seniorská kariéra celkově | 18 | 2 | 4 | 6 | 18 |